# BSC Rollers Zwickau
Die BSC Rollers Zwickau sind ein deutscher Rollstuhlbasketballverein aus Zwickau, dessen erste Mannschaft in der Rollstuhlbasketball-Bundesliga spielt. Mit zwei deutschen Meistertiteln, dem zweifachen Gewinn des DRS-Pokals und des André Vergauwen-Cups sowie weiteren nationalen und internationalen Topplatzierungen gehört der Verein zu den erfolgreichsten Rollstuhlbasketballvereinen in Deutschland.

## Geschichte

### Gründung und Bundesligaaufstieg
Die Gründung des Zwickauer Rollstuhlbasketballs erfolgte 1977. Im Jahr 1998 stieg die erste Mannschaft in die Rollstuhlbasketballbundesliga auf und gehört dieser seitdem ohne Unterbrechung an.

### Bundesliga und internationaler Wettbewerb
In der Bundesliga qualifizierte man sich von 1998 bis 2015 in jeder Saison für die Playoffs um die Deutsche Meisterschaft. 2002 wurde der Verein, damals noch unter dem Namen AS Zwickau, erstmals Deutscher Meister. 2003 folgte der Gewinn des DRS-Pokals und 2004 mit dem André Vergauwen-Cup der erste internationale Titel für den mittlerweile als RSC-Rollis Zwickau spielenden Verein. 2006 gewann Zwickau erneut den André Vergauwen-Cup und 2008 den DRS-Pokal. Im Jahr 2009 gewann der Verein zum zweiten Mal die Deutsche Meisterschaft und erreichte im IWBF Champions Cup das Finale.

### Insolvenz und Neugründung
Im Oktober 2014 stellten die RSC-Rollis Zwickau nach dem Rückzug von Geldgebern einen Insolvenzantrag. In November 2014 wurde der BSC Rollers Zwickau gegründet und die Spielberechtigungen aller Mannschaften des RSC-Rollis Zwickau auf
diesen Nachfolgeverein übertragen.

## Erfolge
- Deutscher Meister 2002 und 2009
- DRS-Pokalsieger 2004 und 2008
- André-Vergauwen-Cup-Gewinner 2004 und 2006
- IWBF-Champions-Cup-Finalist 2009